# Stanisław Zamoyski (1519–1572)
 Stanisław Zamoyski herbu Jelita, (ur. w 1519, zm. 6 czerwca 1572) – magnat, hetman nadworny w latach 1564–1572, rotmistrz jazdy obrony potocznej w latach 1552-1566, starosta bełski, łowczy chełmski (ok. 1561), i kasztelan chełmski (1566).  

## Życiorys
Odziedziczył po ojcu w 1535 roku majątek Skokówkę (miejsce przyszłej lokacji Zamościa) z dworem obronnym, i wsie; Żdanów, Kalinowice, Tworyczów, Łętownię i połowę Pniowa. W nagrodę za bohaterską służbę wojskową w walkach z Moskwą, Tatarami i Wołochami, król Zygmunt August obdarował go starostwami; bełskim, zamechskim i godnością kasztelana chełmskiego oraz został senatorem, a także doszedł do fortuny liczącej się w Rzeczypospolitej.
Poseł na sejm warszawski 1556/1557 roku z ziemi chełmskiej.
W roku 1560 uczestniczył w synodzie w Bychawie. Był do śmierci wyznawcą kalwinizmu. 
Zmarł 6 czerwca 1572 r.

## Rodzina
Z pierwszego małżeństwa z Anną Herburt miał dwóch synów Feliksa, który umarł w wieku 19 lat i Jana, przyszłego kanclerza oraz córkę Annę, która wyszła za mąż za Łukasza Oleśnickiego herbu Radwan.
Jego drugą żoną była Anna, córka kasztelana chełmskiego Jana Orzechowskiego. Dorosłości dożyły ich dwie córki Elżbieta (żona Stanisława Włodka i matka Jadwigi) oraz Zofia (żona Łukasza Działyńskiego). 